# Stronnictwo Narodowe (1928–1947)

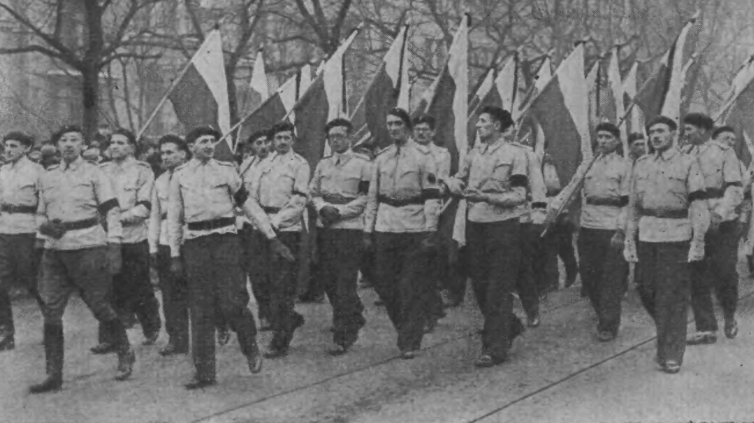
Członkowie Stronnictwa Narodowego podczas pogrzebu Romana Dmowskiego

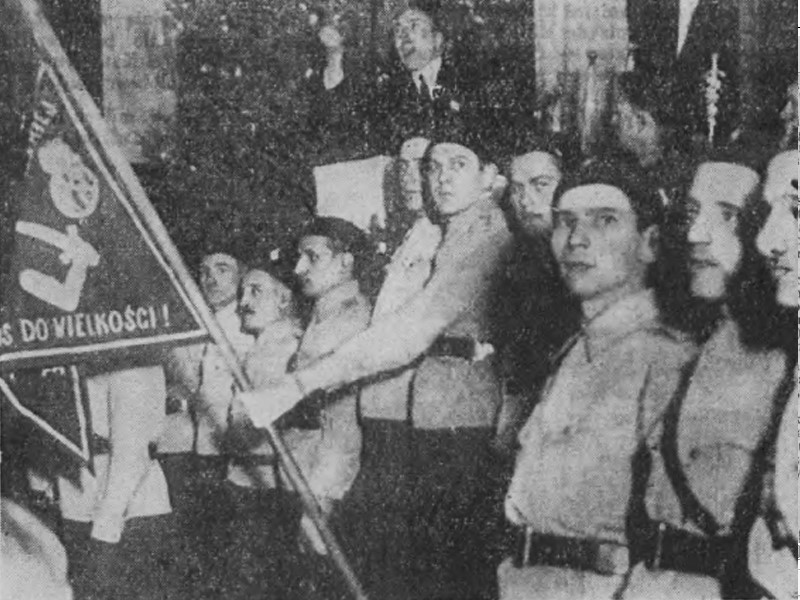
Zjazd SN w Poznaniu w 1937

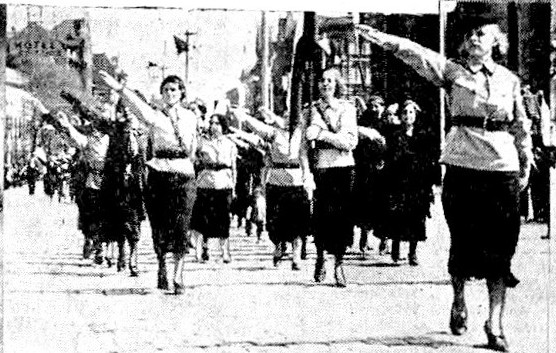
Maszerują członkinie SN z gestem salutu rzymskiego podczas pochodu 3 maja 1937 w Poznaniu

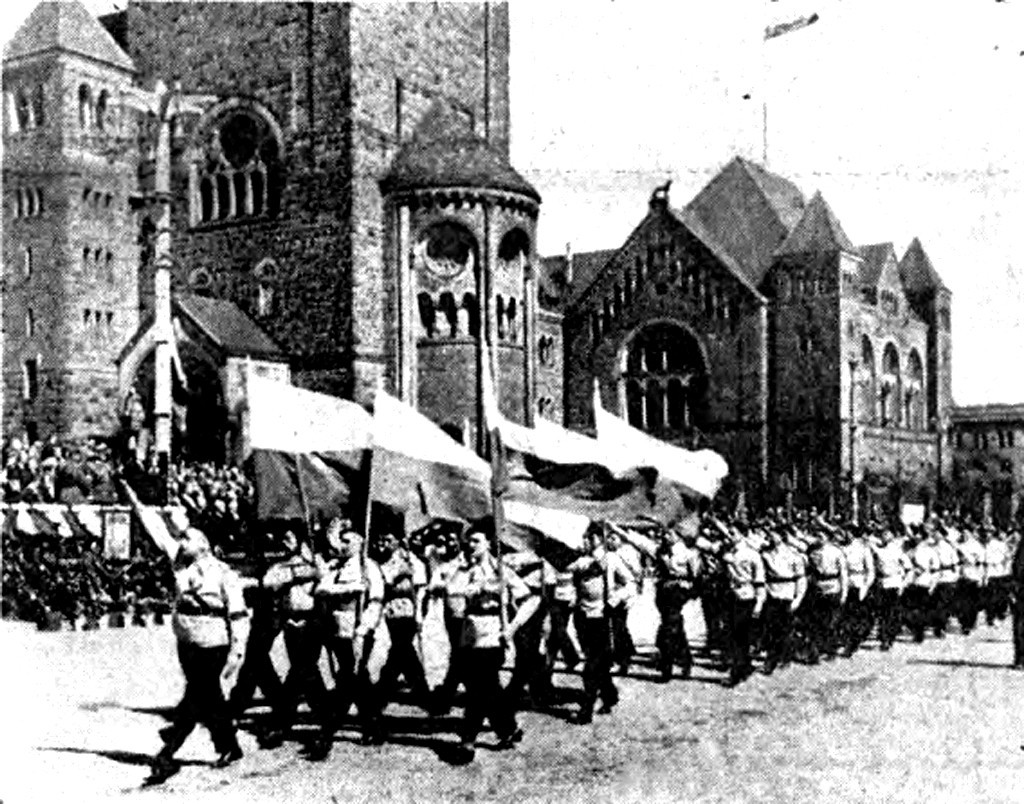
Maszerujący członkowie Stronnictwa Narodowego podczas pochodu 3 maja 1938 w Poznaniu

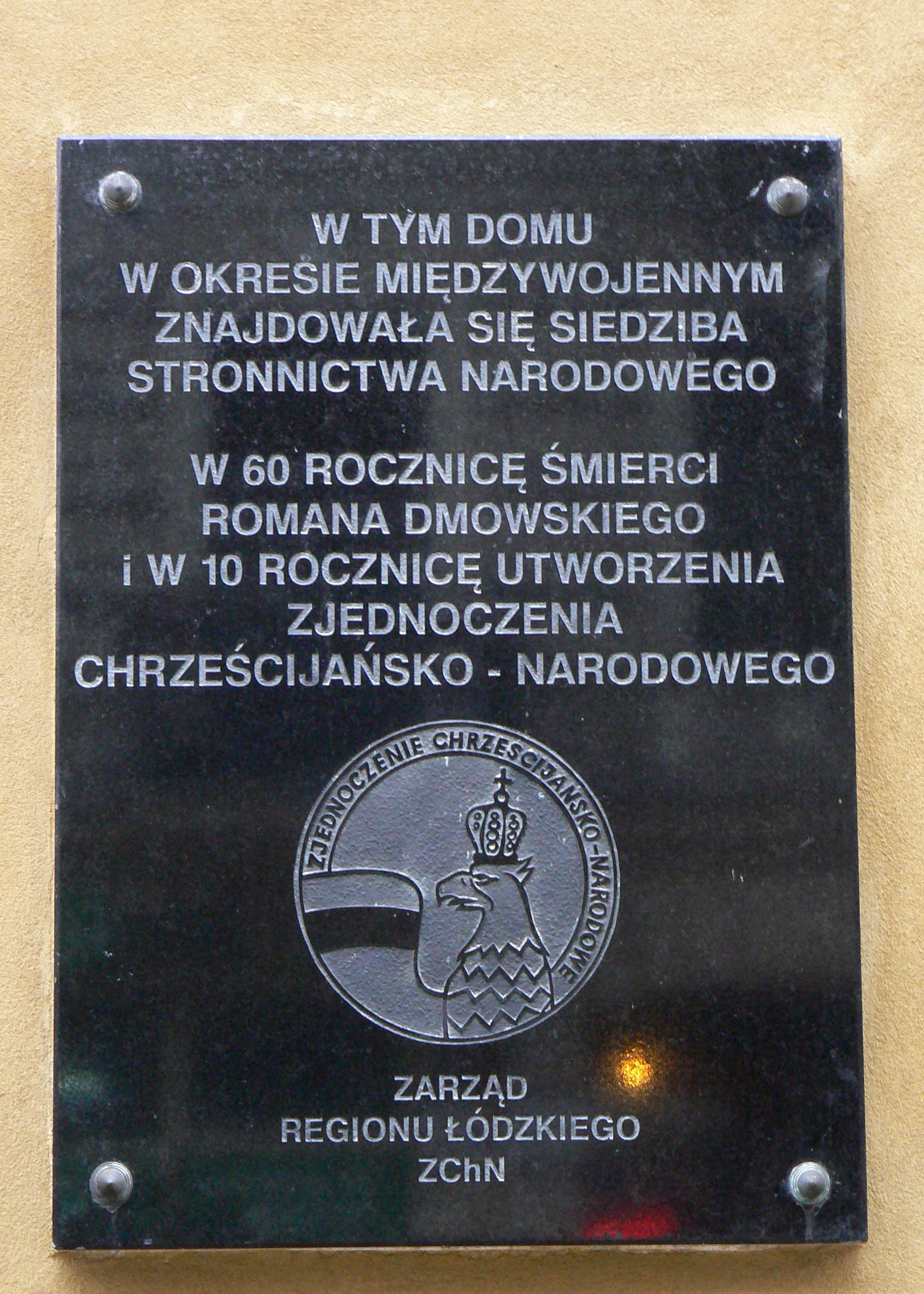
Tablica upamiętniająca funkcjonowanie w okresie międzywojennym siedziby Stronnictwa Narodowego w Kamienicy pod Gutenbergiem przy ulicy Piotrkowskiej 86 w Łodzi

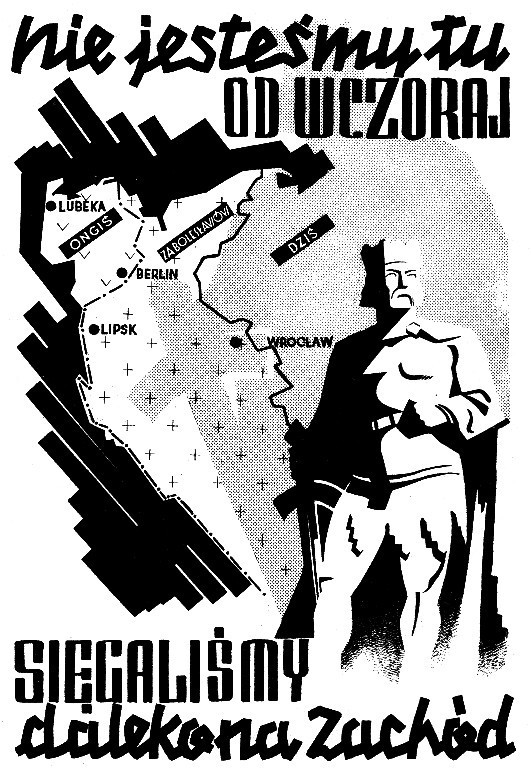
Polski plakat propagandowo-nacjonalistyczny z lat 30. XX wieku: „Nie jesteśmy tu od wczoraj, sięgaliśmy daleko na zachód”

Stronnictwo Narodowe – polska partia polityczna, utworzona w październiku 1928 w wyniku przekształcenia Związku Ludowo-Narodowego, której zadaniem było prowadzenie bieżącej działalności politycznej obozu narodowego (Narodowa Demokracja).

## II Rzeczpospolita

### Początki ugrupowania
Roman Dmowski od początku lat 20. krytycznie spoglądał na działalność Związku Ludowo-Narodowego. Przewrót majowy przeprowadzony przez Józefa Piłsudskiego w 1926 osłabił endecję. Jednym z etapów przekształceń na prawicy było powołanie w Poznaniu (z inicjatywy Dmowskiego) 4 grudnia 1926 Obozu Wielkiej Polski. Klęska w wyborach w 1928 przyspieszyła zmiany. Rada Naczelna ZLN 10 czerwca 1928 podjęła decyzję o reorganizacji ugrupowania w Stronnictwo Narodowe. W drugiej połowie roku rozpoczęto przekształcanie struktur ZLN w SN. W ramach nowego ugrupowania miały się mieścić różne nurty ruchu narodowego począwszy od OWP do organizacji o charakterze społecznym i zawodowym. Obok przekształceń formalnych doszło również do zmian personalnych. We władzach nowej partii zabrakło czołowych działaczy ZLN: Jana Załuski i Stanisława Grabskiego. W kierowniczych gremiach pozostali jednak tacy działacze starszego pokolenia, jak Roman Rybarski, Bohdan Wasiutyński, Karol Wierczak, Marian Seyda. Stefan Dąbrowski, Stanisław Stroński i Adam Żółtowski opowiadali się za tym, by w nazwie nowego ugrupowania pojawiło się słowo „katolickie” (partia nazywałaby się wtedy Stronnictwo Katolicko-Narodowe), ale pod wpływem Dmowskiego do tego nie doszło. 
Głównym celem programowym stronnictwa była budowa katolickiego państwa narodu polskiego. Ponadto partia opowiadała się za hierarchiczną organizacją społeczeństwa oraz przekształceniem ustroju politycznego, zwiększając rolę elity narodowej w państwie. SN organizował liczne wiece i manifestacje protestacyjne przeciwko dyktatorskiej polityce obozu piłsudczyków (sanacji).
Na początku lat 30. doszło wewnątrz SN do sporów, między grupą „starych” (Stanisław Stroński, Marian Seyda, Roman Rybarski), postulującą zachowanie ustroju parlamentarnego z ograniczeniem zakresu demokracji, a grupą „młodych” (Tadeusz Bielecki, Jędrzej Giertych, Stefan Sacha), którzy związani z Obozem Wielkiej Polski, głosili poglądy o kryzysie liberalnej demokracji oraz dążyli do zespolenia zasad katolicyzmu z nacjonalizmem. Były członek zarządu okręgowego SN Wacław Kozielski w 1933 roku założył Narodowo-Socjalistyczną Partię Robotniczą. Konflikty doprowadziły do rozłamów; w 1933 wyodrębnił się Związek Młodych Narodowców, w 1934 Obóz Narodowo-Radykalny, a w 1935 Związek Ruchu Narodowego. W 1935 władzę w SN przejęli „młodzi” z nową linią polityczną będącą kontynuacją OWP. Wkrótce doszło do podziału „młodych” na ekstremistyczną frakcję Jędrzeja Giertycha i grupę Tadeusza Bieleckiego, bardziej skłonną do kompromisu z sanacją. W tym okresie SN reprezentowało zdecydowaną postawę antysemicką.
Największe wpływy stronnictwo posiadało w Zachodniej i Centralnej Polsce oraz w Wilnie i Lwowie. Było największą partią polityczną w Polsce. W 1938 liczyło ponad 200 tys. członków. Organami prasowymi stronnictwa były: „Gazeta Warszawska” (od 1935 „Warszawski Dziennik Narodowy”), „Myśl Narodowa”, „Kurier Poznański”, „Dziennik Wileński” i wiele innych. Prezesami SN byli kolejno: Joachim Bartoszewicz, Kazimierz Kowalski oraz Tadeusz Bielecki. Pod wpływem SN pozostawały liczne organizacje zawodowe (Zjednoczenie Zawodowe „Praca Polska”), młodzieżowe (Związek Akademicki Młodzież Wszechpolska), sportowe (Towarzystwo Gimnastyczne „Sokół”), oświatowe i inne.
W marcu 1937 roku, w związku z serią antysemickich zamachów bombowych, których działacze SN dokonali w Wilnie, wojewoda wileński Ludwik Bociański zakazał działalności Stronnictwa Narodowego na terenie miasta Wilna i powiatu wileńsko-trockiego.
3 grudnia 1937 Sąd Okręgowy w Zamościu skazał działaczy SN, w tym Kazimierza Rzewuskiego, na kary pozbawienia wolności w zawieszeniu za nielegalne posiadanie broni i materiałów (pierwotnie akt oskarżenia wymieniał stworzenie organizacji zbrojnej wymierzonej przeciw komunistom).

## II wojna światowa
W okresie II wojny światowej SN było jednym z 4 głównych konspiracyjnych stronnictw politycznych które działało pod kryptonimem „Kwadrat”. Było reprezentowane, do czerwca 1941 w rządzie RP na uchodźstwie przez – Władysława Folkierskiego i Zygmunta Berezowskiego oraz w Delegaturze Rządu RP na Kraj i w Politycznym Komitecie Porozumiewawczym.
Kwadrat postulował model Polski narodowej i bezklasowej. Opowiadał się za walką z Niemcami, wyparciem z Polski obcego kapitału, uspołecznieniem własności przez udział robotników w przedsiębiorstwach, przebudową ustroju rolnego oraz za znacznym przesunięciem zachodniej granicy. Zwalczał wpływy komunistyczne w Polsce. W październiku 1939 na konspiracyjnym posiedzeniu, zarząd główny SN powołał Narodową Organizację Wojskową. W 1942 część kierownictwa politycznego Kwadratu wystąpiła z inicjatywą podporządkowania NOW dowództwu AK, co spowodowało rozłam w SN i NOW. Działacze opozycyjni wraz z Organizacją Wojskową Związek Jaszczurczy utworzyli we wrześniu 1942 Narodowe Siły Zbrojne. W listopadzie 1942 doszło do scalenia NOW z AK.
Od lipca 1944 władze Stronnictwa prowadziły rozmowy polityczne z Niemcami, w celu zapobieżenia przewidywanej masakrze młodzieży polskiej w Warszawie w związku planowanym powstaniem. Adam Ronikier przedstawił w toczących się rozmowach ideę, by Armia Krajowa przejęła Warszawę bez morderczego boju z Niemcami, na co skłonni byli przystać niektórzy politycy i wojskowi niemieccy (vide casus Paryża w sierpniu 1944). Ideę tę popierał m.in. Józef Mackiewicz.

## Lata powojenne i działalność emigracyjna
Wojna nie przerwała ciągłości życia politycznego i istnienia organizacji politycznych, ale po jej zakończeniu Stronnictwo Narodowe przetrwało w szczątkowej postaci. Największe straty Stronnictwo Narodowe poniosło w Wielkopolsce, w Okręgu Lwowskim SN oraz w Warszawie.
W listopadzie 1944 kierownictwo SN utworzyło Narodowe Zjednoczenie Wojskowe, wojskową organizację mającą przeciwstawić się powstającym w Polsce władzom komunistycznym.
23 sierpnia 1945 r. Komitet Legalizacyjny Stronnictwa Narodowego w opracowanym przez siebie memoriale wystąpił do prezydenta KRN z wnioskiem o legalizacje ugrupowania. Próba ta zakończyła się niepowodzeniem. Po nieudanej próbie przejścia do działalności legalnej, Stronnictwo Narodowe jako całość pozostawało w podziemiu. Władze komunistyczne wzmagały nieustanne akcje przeciw narodowemu podziemiu. W jego zwalczaniu brały udział formacje MO, KBW, UB, jednostki wojskowe, w tym również NKWD i Armia Czerwona. W głośnym Procesie 16 w Moskwie, który rozpoczął się 18 czerwca 1945 sądzeni byli, obok innych, również działacze Stronnictwa Narodowego: Stanisław Jasiukowicz, Aleksander Zwierzyński, Kazimierz Kobylański i Zbigniew Stypułkowski.
Przybyły z emigracji w grudniu 1945 przedstawiciel prezesa Zarządu Głównego SN – Tadeusza Bieleckiego, Edward Sojka powołał nowe Prezydium SN. Przewodniczącym został Leon Dziubecki, a członkami: ks. Władysław Matus, Lech Hajdukiewicz, Marian Podymiak. Wydział Terenowy objął Tadeusz Maciński a Propagandy – Bronisław Ekiert.
W grudniu 1946 MBP aresztowało całe Prezydium. Pozostałe struktury próbował aktywizować następny przybyły z Londynu w grudniu 1946 emisariusz Adam Doboszyński, jednak w lipcu 1947 on także został aresztowany. UB rozbiło wtedy także szereg pozostałych oddziałów NSZ w całej Polsce.
W dniach 7–22 maja 1948 r. Wojskowy Sąd Rejonowy w Warszawie w składzie ppłk dr Romuald Klimowiecki, por. Henryk Szczepański, mjr Mieczysław Iwanicki skazał na dożywotnie więzienia szereg przywódców SN.
24 czerwca 1948 r. zmarł w więzieniu mokotowskim w niewyjaśnionych okolicznościach skazany wcześniej na dożywocie Leon Dziubecki.
Rok 1950 to apogeum stalinizmu. Wówczas w więzieniach siedzieli czołowi narodowcy tacy jak: Leon Mirecki, Kazimierz Kobylański, ks. Piotr Stępień i wielu innych.
Stronnictwo Narodowe doszczętnie rozbite kontynuowało działalność na emigracji. Do najbardziej znanych działaczy z tego okresu należeli: dr Tadeusz Bielecki, Jędrzej Giertych oraz Władysław Folkierski. Organem prasowym emigracyjnego SN była wydawana od 1941 „Myśl Polska”, która ukazywała się w Londynie. Po 1989 w Polsce powstało kilka ugrupowań i partii politycznych nawiązujących do SN.

## Władze i działacze

### Prezesi Zarządu Głównego[16][17][18]
|    | Portret | Imię i nazwisko             | od   | do   |
| -- | ------- | --------------------------- | ---- | ---- |
| 1. |         | Joachim Stefan Bartoszewicz | 1928 | 1937 |
| 2. |         | Kazimierz Józef Kowalski    | 1937 | 1939 |
| 3. |         | Tadeusz Bielecki            | 1939 | 1947 |